# František Raupach
František Raupach (29. listopadu 1871, Německý Brod  – 4. března 1941, Německý Brod) byl významný představitel českého, následně pak československého hasičství, podnikatel, městský zastupitel a ředitel Měšťanského pivovaru v Německém Brodě.

## Život
Po absolvování gymnázia v Německém Brodě vystudoval obchodní školu v Praze. A absolvoval praxi ve Wiener Bankverein. Po studiích se začal věnovat rodinnému podnikání. Jeho rodina vlastnila rozsáhlý statek a největší zasilatelskou firmu v Německém Brodě. Po studiu se stal také členem brodských dobrovolných hasičů. Kde se v roce 1894 se stal podvelitelem a o tři roky později velitelem. Po čase byl také zvolen starostou německobrodské hasičské župy, která zahrnovala 50 hasičských sborů z tehdejších okresů Německý Brod a Štoky. Aktivně působil v místní sokolské organizaci, kde v letech 1906 – 1911 vykonával funkci starosty. V roce 1913 se stal předsedou správní rady Měšťanského pivovaru a v roce 1926 byl jmenován jeho ředitelem. Pod jeho vedením byl pivovar zmodernizován. Od roku 1929 působil ve vedení České zemské hasičské jednoty. Kde se podílel na vybudování Hasičského domu v Praze a úspěšném řešení krizové situace spojené se stavbou a hospodářskou krizí. V té době byla organizace zadlužena a ohrožena bankrotem. Následně byl v listopadu 1932 v Martině na celostátním sjezdu zvolen starostou svazu československého hasičstva. V roce 1935 pak starostou České zemské hasičské jednoty, tuto funkci vykonával až do roku 1938. Byl také stařešinou Sdružení slovanského hasičstva a působil v mezinárodní organizaci hasičů CTIF.
Zemřel 4. března 1941 v Německém Brodě. Smuteční kondukt se konal 7. března, jeho ostatky byly následně zpopelněny ve strašnickém krematoriu v Praze a urna uložena na brodském hřbitově u kostela sv. Vojtěcha.

## Rodina
Jeho otec Ferdinand byl úspěšný podnikatel a jedním ze zákládajících členů brodských hasičů. Syn Jan Raupach byl rovněž dobrovolným hasičem v Brodě. Dne 27. října 1944 byl v Německém Brodě zatčen, v té době vykonával funkci velitele brodských hasičů. Byl vyslýchán táborským gestapem a od 1. prosince vězněn do konce druhé světové války v Terezíně.

## Památka
V budově Hasičského záchranného sboru Kraje Vysočina v Havlíčkově Brodě je od roku 2011 umístěna pamětní deska s jeho podobiznou.